# Jakob Aljaž
Jakob Aljaž (1845. július 6. – 1927. május 4.) szlovén katolikus pap, zeneszerző és hegymászó.
Zavrh pod Šmarno Goro kis falvában született Kranj közelében, az akkori Habsburg Birodalomban. Pap és sikeres zeneszerző, énekes és kórusvezető volt, művei manapság is népszerűek a szlovének között. Azzal tett szert hírnévre, hogy 5 koronáért megvásárolta a Triglav és a Kredarica csúcsait a Júliai-Alpokban, és menedékházat épített a Triglavra. Ezenkívül több hegyi út elkészítését szervezte meg, amivel azt akarta elérni, hogy több kiránduló jöjjön a hegyekbe.
Jakob Aljažnak fontos szerepe volt abban, hogy a Triglav a szlovének nemzeti jelképévé vált. Az Aljaž megzenésítette Ó, Triglav, én hazám (Oj, Triglav, moj dom) című hazafias dal első sora a szlovén 50 eurócentesen szerepel.
Jakob Aljaž Dovjében hunyt el.